# Gymnosporia pertinax
Gymnosporia pertinax är en benvedsväxtart som först beskrevs av N.Hallé och J.Florence, och fick sitt nu gällande namn av M.P.Simmons. Gymnosporia pertinax ingår i släktet Gymnosporia och familjen Celastraceae. Inga underarter finns listade.